# Center for Public Integrity

Logo des CPI

Das Center for Public Integrity (CPI; deutsch Zentrum für Öffentliche Integrität) ist eine Non-Profit-Organisation, die der US-amerikanische Journalist Charles Lewis im März 1989 in Washington, D.C. gründete. Schwerpunkt ihrer Tätigkeit ist investigativer Journalismus. Finanziell wird das CPI durch eine Reihe von Stiftungen gefördert, darunter die Ford Foundation und die John S. and James L. Knight Foundation (Florida).

## Zielsetzung
Das CPI nennt als ihr Ziel (mission), „Machtmissbrauch, Korruption und Pflichtversäumnis einflussreicher öffentlicher und privater Institutionen offenzulegen“, um sie zu verantwortlichem Handeln zu veranlassen. Mit über 50 Mitarbeitern ist das CPI eines der größten unparteiischen investigativen Zentren in den USA. Seine Berichte veröffentlicht das CPI im Internet oder übergibt sie an „media outlets“ in den USA und in anderen Ländern.

## Geschichte
Nachdem er das CPI im März 1989 gegründet hatte, blieb Charles Lewis bis Januar 2005 Direktor. Bis dahin hatte das CPI 14 Bücher und mehr als 250 investigative Berichte veröffentlicht, das 2004 veröffentlichte Buch The Buying of the President hielt sich drei Monate lang auf der Bestseller-Liste der New York Times. Im Jahr 2005 hatte das CPI in Washington über 40 Vollzeitmitarbeiter. Diese arbeiteten mit einem Netzwerk von Autoren und Herausgebern in über 25 Ländern zusammen.
Lewis’ Nachfolgerin als Direktor wurde Roberta Baskin, die im Mai 2006 jedoch wieder aus der Organisation ausschied. Im Januar 2007 wurde Bill Buzenberg zum Direktor des CPI.

### International Consortium of Investigative Journalists

Logo des ICIJ

1997 startete das CPI das Projekt International Consortium of Investigative Journalists (ICIJ). 2013 war es ein Netzwerk von 160 Journalisten in etwa 60 Ländern. Weltweit bekannt wurde ICIJ u. a. durch Offshore-Leaks, Panama Papers und Paradise Papers.

### Weitere Berichte
Der erste von CPI erarbeitete Bericht America’s Frontline Trade Officials (Amerikas Front-Handelsbeamte)  belegte, dass während einer Zeitspanne von 15 Jahren fast die Hälfte der beobachteten White House trade officials nach der Pensionierung Lobbyisten für andere Länder oder ausländische Organisationen wurde. Lewis beschrieb den Erfolg des Berichts wie folgt:

“[It] prompted a Justice Department ruling, a General Accounting Office report, a Congressional hearing, was cited by four presidential candidates in 1992 and was partly responsible for an executive order in January 1993 by President Clinton, placing a lifetime ban on foreign lobbying by White House trade officials.”

„[Er] veranlasste eine Weisung des Justizministeriums, einen Bericht des General Accounting Office, ein Kongress-Hearing, wurde 1992 von vier Präsidentschaftskandidaten zitiert und war teilweise verantwortlich für eine Anweisung Präsident Clintons im Januar 1993 mit einem lebenslangen Verbot ausländischer Lobbyarbeit für Weißes-Haus-Handelsbeamte.“

1996 veröffentlichte das CPI den Bericht Fat Cat Hotel von Margaret Ebrahim. Er beschrieb Zusammenhänge zwischen Übernachtungen im Lincoln Bedroom im Weißen Haus unter US-Präsident Bill Clinton und Spenden an die Demokratische Partei und/oder für Clintons Wiederwahlkampagne. Die Autorin erhielt dafür einen Preis von der Society of Professional Journalists.
Ein 2003 veröffentlichter Bericht mit dem Titel Windfalls of War (gemeint sind windfall profits) untersuchte Zusammenhänge zwischen Wahlkampfspenden für George W. Bush und der Erteilung von Aufträgen für Wiederaufbauprojekte in Afghanistan und im Irak. Der Bericht wurde in den Medien der USA kontrovers diskutiert.
Auch der CPI-Bericht Who’s Behind the Financial Meltdown? fand viel Aufmerksamkeit.
2010 veröffentlichte das CPI zusammen mit dem National Public Radio den Bericht Sexual Assault on Campus, der Versäumnisse von Colleges und staatlichen Stellen beim Vermeiden und Aufklären von sexuellen Übergriffen, z. B. Vergewaltigungen, aufzeigte.

## Kritik
Der Journalist Alex Beam vom Boston Globe forderte vom CPI mehr „Empathie für die Teufel“. Die Kritik an den Milliardären Charles G. Koch und David H. Koch nehme sehr viel Raum ein. Beim CPI sei „scheinbar jeder Tag der Fürchte-die-schrecklichen-Koch-Brüder-Tag“. Dabei seien die Koch-Brüder, so Alex Beam, „so schlecht, dass sie schon wieder gut sind“. Wenn es sie nicht gäbe, hätte die Linke sie erfinden müssen. Allein die Nennung des Namens Koch werde in der nächsten Dekade genügen, um für „jede schrullige Weltrettungs-Wohltätigkeitsveranstaltung“ Spendengelder fließen zu lassen.
Die konservative Washington Post-Kolumnistin Jennifer Rubin kritisierte in diesem Zusammenhang, dass das CPI auch Spenden des als progressiv geltenden Milliardärs George Soros annehme. Dadurch werde das CPI Teil einer ihrer Ansicht nach von Soros gesteuerten „Anti-Koch-Kampagne“. Das CPI betreibe, so Rubin, linksliberalen Meinungsjournalismus.

## Publikationen
- Under the Influence: Presidential Candidates and Their Campaign Advisers. University Press of America, 1991, ISBN 0-9629012-5-3
- Steve Weinberg: For their eyes only: How presidential appointees treat public documents as personal property. 1992, ISBN 0-9629012-7-X
- Rebecca Borders, C.C. Dockery: Beyond the Hill: A Directory of Congress from 1984 to 1993. 1995
- Encarnacion Pyle: Silence of the laws: How America’s leading defense companies employ women and minority executives. 1995, ISBN 0-9629012-6-1
- Toxic Deception: How the Chemical Industry Manipulates Science, Bends the Law, and Endangers Your Health. 1996
- Charles Lewis: The Buying of the Congress: How Special Interests Have Stolen Your Right to Life, Liberty, and the Pursuit of Happiness. 1998
- Alan Green: Animal Underworld: Inside America’s Black Market For Rare And Exotic Species. 1999
- Citizen muckraking: How to investigate and right wrongs in your community. Common Courage Media, 2000
- Charles Lewis: The Cheating of America: How Tax Avoidance and Evasion by the Super Rich Are Costing the Country Billions — and What You Can Do About It. Harper Collins, 2001, ISBN 0-380-97682-X
- Diane Renzulli: Capitol Offenders: How Private Interests Govern Our States. 2002, ISBN 1-882583-14-0
- Harmful Error: Investigating America’s Local Prosecutors. 2003, ISBN 1-882583-18-3
- The Water Barons: How a Few Powerful Companies are Privatizing Your Water. 2003, ISBN 1-882583-16-7
- Making a Killing: The Business of War. 2003, ISBN 1-882583-15-9
- Charles Lewis: The Buying of the President 2004: Who’s Really Bankrolling Bush and His Democratic Challengers--and What They Expect in Return. HarperCollins, 2004, ISBN 0-06-054853-3
- The Corruption Notebooks: 25 Investigative Journalists Report on Abuses of Power in Their Home Country. 2004, ISBN 1-882583-19-1
- John Dunbar: Networks of influence: The political power of the communications industry. 2005, ISBN 1-882583-20-5
- City Adrift: New Orleans Before and After Katrina. LSU Press, 2007, ISBN 0-8071-4776-1